# Szentmargithegy
Szentmargithegy (horvátul: Kapelščak), falu  Horvátországban, Muraköz megyében. Közigazgatásilag Muraszentmárton községhez tartozik.

## Fekvése
Csáktornyától 17 km-re északnyugatra, községközpontjától Muraszentmártontól 3 km-re délre a Muraközi-dombság területén fekszik.

## Története
A falu fatemplomát már 1750-ben említik. A mai templomot 1775-ben már téglából építették.
1910-ben 1177, túlnyomórészt horvát lakosa volt. 1920-ig Zala vármegye Csáktornyai járásához tartozott.
2001-ben 173 lakosa volt.

## Nevezetességei
A Szent Margit-kápolna 1775-ben épült a korábbi fatemplom helyén késő barokk stílusban. Bejárata felett kis torony emelkedik, melyet 1779-ben említenek először. Három oltára van, melyeket Szent Margit, Szent Flórián és Szent Miklós tiszteletére szenteltek. Az oltárok a 19. század elején készültek. A kápolna féltett kincse a főoltáron álló fából faragott 54 cm magas kora gótikus Madonna-szobor, melyet talán a muraszentmártoni templomból hoztak ide 1779-ben, amikor ott új oltárt építettek. A kápolna eredeti 18. századi orgonája nem maradt fenn, mivel azt 1962-ben eladták.

## Külső hivatkozások
- Muraszentmárton honlapja
- Muraszentmárton község honlapja (horvát nyelven)
- A kápolna története